# أبو حنيفة الدينوري
أَبُو حَنِيفَة أَحْمَدُ بْنُ دَاوُدَ اَلدِّيّنَوَرِيُّ (نسبة إلى الدِينَوَر وهي بين همدان وكرمنشاه في إيران اليوم)، وهو عالم مسلم وكان نحويا ولغويا، ومهندسا، وفلكيا، أخذ علمه عن العلماء البصريين والكوفيين، وكان راوية للحديث ثقة فيما يرويه، وهو من أصل كردي أو فارسي أو عربي والملقب بشيخ علماء النبات، ألف كتاب الأنواء في الفلك والحساب والطقس، وكذلك كتاب النبات الذي رتب فيه النباتات على حروف المعجم، واهتم بكل ما قيل فيها نثرا وشعرا حتى أواخر القرن الثالث الهجري. وكان منهجه في تأليف كتابه يعتمد على وصف بضع مئات من النباتات التي رآها بنفسه، أو سمع عنها من الأعراب الثقات، وأضاف الدينوري إلى ما نقل عن ديسقوريدوس العالم الإغريقي الذي اشتهر بمعرفته بالنباتات الطبية إضافات أساسية، وأصبح بذلك عمدة الأطباء والعشابين، ونقلت عنه أكبر كتب الصيدلة كمفردات الأدوية لابن البيطار.
قام المستشرق السويدي لوين بجامعة أوبسالا بتحقيق مخطوطة من هذا الكتاب تقع في 333 صفحة من الجزء الخامس.
وكان أبي حنيفة الدِّيْنَوَري أول عالم نباتي مسلم يشير إلى طريقة التهجين في النباتات؛ حيث تمكن من أن يستولد ثمارا ذات صفات جديدة بطريقة التطعيم كما استطاع أن يخرج أزهار جديدة بالمزاوجة بين الورد البرى وشجر اللوز، وبذلك سبق الدينوري -حسب رأي البعض- العالم النمساوي مندل في ذلك.
وألف أيضا كتاب الأخبار الطوال.
وقال فيه شمس الدين الذهبي: (صدوق كبير الدائرة، طويل الباع، ألف في النحو واللغة والهندسة والهيئة والوقت، وأشياء).

## في اللغة العربية
وفي بلاغته قال أبو حيان التوحيدي: (قلت لأبي محمد الأندلسي، يعني عبد الله بن حمود الزبيدي، وكان من أصحاب السيرافي- قد اختلفت أصحابنا في مجلس أبي سعيد السيرافي، في بلاغة الجاحظ، وأبي حنيفة صاحب النبات، ووقع الرضا بحكمك، فما قولك؟ قال: أنا أحقر نفسي عن الحكم لهما وعليهما، فقال: لابد من قول، قال: أبو حنيفة أكثر نداوة، وأبو عثمان أكثر حلاوة، ومعاني أبي عثمان لائطة بالنفس، سهلة في السمع، ولفظ أبي حنيفة أعذب وأغرب وأدخل في اساليب العرب، قال أبو حيان: والذي أقول وأعتقد وآخذ به، وأستهم عليه، أني لم أجد في جميع من تقدم وتأخر ثلاثة، لو اجتمع الثقلان على تقريضهم ومدحهم ونشر فضائلهم في أخلاقهم ومصنفاتهم ورسائلهم مدى الدنيا إلى أن يأذن الله بزوالها، لما بلغوا آخر ما يستحقه كل واحد منهم، أحدهم عمرو بن بحر، والثاني: أبو حنيفة بن داود الدنيوري، فإنه من نوادر الرجال جمع بين حكمة الفلاسفة وبيان العرب، له في كل فن ساق وقدم، ورواء وحكم، وهذا كلامه في الأنواء، يدل على حظ وافر من علم النجوم، وأسرار الفلك، فاما كتابه في النبات فكلامه فيه، في عروض كلام آبدي بدوي، وعلى طباع أفصح عربي. ولقد قيل لي: أنه له في القرآن كتابا يبلغ من ثلاثة عشر مجلدا، ما رأيته، وإنه ما سبق إلى ذلك النمط، هذا مع ورعه وزهده وجلالة قدره، وقد وقف الموفق عليه، سأله وتحفى به، والثالث: أبو زيد أحمد بن سهل البلخي...).

## مؤلفاته المترجمة
من أشهر مؤلفاته في التاريخ “الأخبار الطوال”، والذي حُرّر ونشر عدة مرات (فلاديمير غورغاس 1888، محمد سعيد رفيع 1911، عبد المنعم أمير وجمال الدين شيّال 1960، إسلام محمد الحاج علي 2001)، لكن هذا الكتاب لم يُترجم بشكل كامل إلى اللغات الأوروبية. ومؤخراً، قام جاكسون بونر بإعداد ترجمة إنجليزية للأسفار ما قبل الإسلامية من كتاب “أخبار الطوال”.

## كتاب النباتات

### علم النبات
يُعتبر الدينوري مؤسس علم النبات في العالم العربي، تحديداً كتابه “كتاب النبات”، والمؤلف من 6 مجلدات. وللأسف، لم يبق من الكتاب سوى المجلدان الثالث والخامس، بينما أُعيد أجزاء من المجلد السادس بناءً على توثيقاتٍ جُمعت من أعمال لاحقة. أما بالنسبة لأعماله الباقية، فنجد أن الدينوري وصف وتحدث عن 637 نبتةٍ مرتبة بدءاً من السين إلى الياء. ووصف الدينوري في كتابه أيضاً أطوار ومراحل نمو النبات وإنتاج الأزهار والثمار.
فُقدت أعمال إسلامية عديدة تتعلق بعلم النبات، كأعمال محمد بن الحسن الشيباني (توفي سنة 820 م) وابن عربي (توفي سنة 844 م) والباهلي (توفي سنة 845) وابن السكيت (توفي سنة 857 م)، لكن أعمالهم موثقة ومقتبس عنها كثيراً في كتب الدينوري اللاحقة.

### علم الفلك والأرصاد الجوية
يتحدث جزء من كتاب الدينوري “كتاب النبات” عن تطبيقات علم الفلك الإسلامي وعلم الأرصاد الجوية في مجال الزراعة. ويصف السمات الفلكية والجوية للسماء والنباتات والكوكبات والشمس والقمر، كما يصف أطوار القمر شارحاً الفصول والمطر والأواء، بالإضافة إلى شرح الظواهر الجوية كالرياح والصواعق والبرق والثلج والفياضانات والوديان والأنهار والبحيرات والسدود ومصادر المياه الأخرى.

### علوم الأرض
يتحدث الدينوري أيضاً في أجزاء من “كتاب النبات” عن علوم الأرض وعلاقتها بالزراعة. حيث استعرض فيه الدينوري الأرض والصخور والرمال، ووصف أنواعاً مختلفة من التربة، موضحاً فائدة كل نوع منها في الزراعة وأيها أكثر ملائمة للنباتات، كما تحدث عن خصائص ومحاسن التربة الجيدة.

## وفاته
توفي سنة 282 هـ/895م.

## مؤلفاته
- كتاب في تفسير القرآن، 13 مجلد.
- كتاب الفصاحة.
- كتاب الشعر والشعراء.
- الأخبار الطوال في التاريخ.
- كتاب البلدان، (في الجغرافية).
- كتاب الجبر والمقابلة، (في الرياضيات).
- كتاب النبات، في علم النبات).
- كتاب الأنواء، (في علم الفلك والطقس والانواء الجوية).
- الجمع والتفريق.
- جواهر العلم.
- الزيج، (وهي جداول حسابية لمواقع النجوم في السماء).
- ضمائر القرآن، كتاب في قواعد اللغة العربية.
- كتاب البحث وحساب الدور.
- كتاب البيان، (في اللغة العربية والنحو).
- كتاب القبلة والزوال، (في تحديد اتجاه قبلة الصلاة).
- كتاب الرد على لغزة الأصفهاني[ ؟ ].
- كتاب الوصايا.
- ما يلحن فيه العامة.
- نوادر الجبر، (في الجبر والرياضيات).
- كتاب الكسوف.